# Novi Bešinci
Novi Bešinci – wieś w Chorwacji, w żupanii pożedzko-slawońskiej, w gminie Kaptol. W 2011 roku liczyła 83 mieszkańców.